# Jim Goad
James Thaddeus "Jim" Goad, född 12 juni 1961 i Ridley Park, Pennsylvania, USA, är en amerikansk författare och förläggare. Goad medförfattade och gav ut det kultförklarade zinet ANSWER Me! och The Redneck Manifesto. Komikern Patton Oswalt har nämnt Goads texter som en influens. Under 2010-talet har Jim Goad bland annat uppmärksammats som kolumnist i Taki's Magazine.